# James Gandolfini

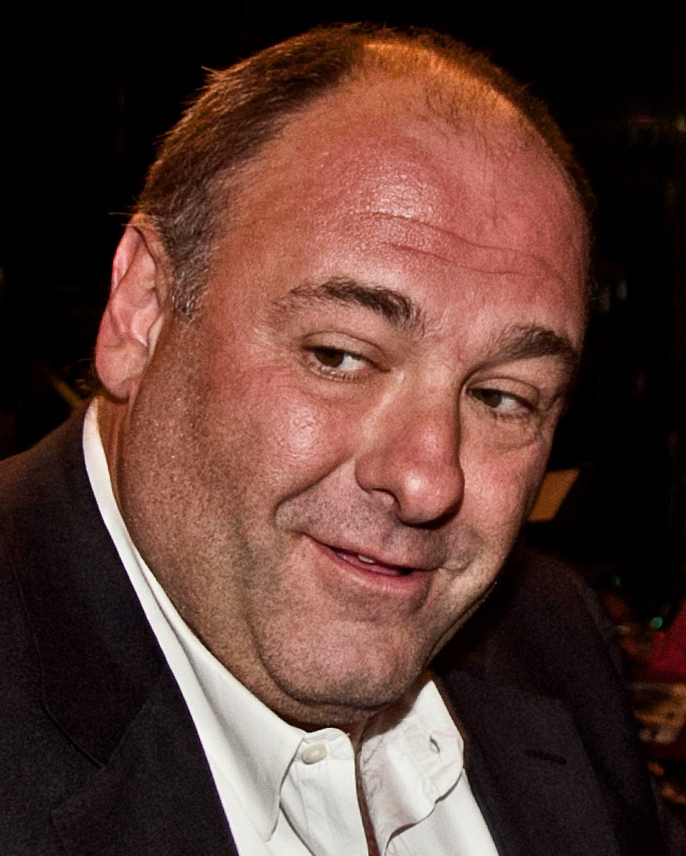
James Gandolfini tại Liên hoan phim quốc tế Toronto 2011

James Gandolfini (18 tháng 9 năm 1961 – 19 tháng 6 năm 2013) là một diễn viên và là nhà sản xuất người Mỹ. Ông được biết đến với công chúng rộng rãi hơn nhờ vào vai diễn ông trùm người Mỹ gốc Ý tại New Jersey "Tony Soprano" trong bộ phim truyền hình Mỹ nổi tiếng của HBO The Sopranos. Vai diễn này đã đưa James lên hàng sao hạng A, với ba giải thưởng chiến thắng tại Emmy Awards, ba giải thưởng Screen Actors Guild Awards, và một giải thưởng Golden Globe Award.
James đột ngột qua đời vào năm 2013 vì cơn đau tim khi đang nghỉ mát cùng gia đình tại Rome, nước Ý. Thi hài của ông được gia đình đưa về Mỹ và hỏa táng. Tro của ông được lưu giữ tại New York, Hoa Kỳ.

## Phim
| Năm  | Phim                                    | Vai                       | Ghi chú                                       |
| ---- | --------------------------------------- | ------------------------- | --------------------------------------------- |
| 1987 | Shock! Shock! Shock!                    | Orderly                   |                                               |
| 1992 | A Stranger Among Us                     | Tony Baldessari           |                                               |
| 1993 | Italian Movie                           | Angelo                    |                                               |
| 1993 | Money for Nothing                       | Billy Coyle               |                                               |
| 1993 | True Romance                            | Virgil                    |                                               |
| 1993 | Mr. Wonderful                           | Mike                      |                                               |
| 1994 | Angie                                   | Vinnie                    |                                               |
| 1994 | Terminal Velocity                       | Ben Pinkwater             |                                               |
| 1995 | Le Nouveau monde                        | Will Caberra              |                                               |
| 1995 | Crimson Tide                            | Lt. Bobby Dougherty       |                                               |
| 1995 | Get Shorty                              | Bear                      |                                               |
| 1996 | The Juror                               | Eddie                     |                                               |
| 1997 | Night Falls on Manhattan                | Joey Allegretto           |                                               |
| 1997 | She's So Lovely                         | Kiefer                    |                                               |
| 1997 | Perdita Durango                         | Willie "Woody" Dumas      |                                               |
| 1997 | 12 Angry Men                            | Juror #6                  |                                               |
| 1997 | Midnight in the Garden of Good and Evil | Diner cook                |                                               |
| 1998 | Fallen                                  | Lou                       |                                               |
| 1998 | The Mighty                              | Kenny Kane                |                                               |
| 1998 | A Civil Action                          | Al Love                   |                                               |
| 1999 | A Whole New Day                         | Vincent                   | Short film, included in Stories of Lost Souls |
| 1999 | 8mm                                     | Eddie Poole               |                                               |
| 2001 | The Mexican                             | Winston Baldry            |                                               |
| 2001 | The Man Who Wasn't There                | Big Dave Brewster         |                                               |
| 2001 | The Last Castle                         | Colonel Winter            |                                               |
| 2004 | Surviving Christmas                     | Tom Valco                 |                                               |
| 2006 | Romance & Cigarettes                    | Nick Murder               |                                               |
| 2006 | Lonely Hearts                           | Det. Charles Hilderbrandt |                                               |
| 2006 | All the King's Men                      | Tiny Duffy                |                                               |
| 2006 | Club Soda                               | Người đàn ông             | Phim ngắn, Stories USA                        |
| 2008 | American Breakdown                      | Himself                   | Archive footage                               |
| 2009 | In the Loop                             | Lt. Gen. George Miller    | Chlotrudis Award for Best Cast                |
| 2009 | The Taking of Pelham 123                | Mayor of New York         |                                               |
| 2009 | Where the Wild Things Are               | Carol                     | Lồng tiếng                                    |
| 2010 | Welcome to the Rileys                   | Doug Riley                |                                               |
| 2010 | Mint Julep                              | Mr. G                     |                                               |
| 2011 | Down the Shore                          | Bailey                    |                                               |
| 2011 | Violet & Daisy                          | Michael                   |                                               |
| 2011 | Cinema Verite                           | Craig Gilbert             |                                               |
| 2012 | Killing Them Softly                     | Mickey                    |                                               |
| 2012 | Zero Dark Thirty                        | CIA Director Leon Panetta |                                               |
| 2012 | Not Fade Away                           | Pat                       |                                               |
| 2013 | The Incredible Burt Wonderstone         | Doug Munny                |                                               |
| 2013 | Enough Said                             | Albert                    |                                               |
| 2013 | Nicky Deuce                             | Bobby Eggs                |                                               |
| 2014 | Animal Rescue                           |                           |                                               |